# Harvard Law Review
A Harvard Law Review é uma revista criada em 1887 por um grupo de estudantes da Harvard Law School, nos EUA. A publicação é independente da instituição. Também conhecida como "The Review", é publicada mensalmente entre novembro e junho e tem cerca de duas mil páginas por volume, segundo informações do site oficial.

## Participantes conhecidos
- Barack Obama, presidente do volume 104[1]
- Stephen Breyer, participou de artigos do Volume 77[2]
- Felix Frankfurter[3] (1882-1965)
- Ruth Bader Ginsburg[4]
- John Roberts[5]
- Antonin Scalia[6]
- Edward Sanford (1865-1930)